# Бабинец
Бабинец је насељено место у саставу општине Цестица у Вараждинској жупанији, Хрватска. До територијалне реорганизације у Хрватској налазио се у саставу старе општине Вараждин.

## Становништво
На попису становништва 2011. године, Бабинец је имао 575 становника.

## Попис1991.
На попису становништва 1991. године, насељено место Бабинец је имало 448 становника, следећег националног састава:
| Попис 1991.‍  | Попис 1991.‍  | Попис 1991.‍ | Попис 1991.‍ | Попис 1991.‍ |
| ------------ | ------------ | ----------- | ----------- | ----------- |
|              |              |             |             |             |
| Хрвати       | Хрвати       |             | 433         | 96,65%      |
| Словенци     | Словенци     |             | 8           | 1,78%       |
| Муслимани    | Муслимани    |             | 4           | 0,89%       |
| Бугари       | Бугари       |             | 1           | 0,22%       |
| неопредељени | неопредељени |             | 2           | 0,44%       |
| укупно: 448  |              |             |             |             |